# Dubiaranea atriceps
Dubiaranea atriceps là một loài nhện trong họ Linyphiidae. Loài này được phát hiện ở Peru.